# Antigua fábrica Damm
La antigua fábrica Damm, conocida históricamente como La Bohemia, es un conjunto arquitectónico situado en el distrito del Ensanche de Barcelona, catalogado como Bien de Interés Documental. 
Construida en 1905, funcionó como planta productora de cervezas hasta 1992 y, desde entonces, es la sede corporativa de Damm. Alberga también múltiples eventos culturales y de ocio.

## Ubicación
El antiguo recinto fabril ocupa una manzana del Ensanche, delimitada por las calles Dos de mayo, Córcega, Cartagena y Rosellón, donde tiene su acceso principal.

## Historia
En 1902 el empresario barcelonés Joan Musolas, junto a su socio checo Bohuslav Miklas, constituyeron la empresa cervecera Miklas y Musola, Sociedad en Comandita, que un año más tarde se renombró como Juan Musulas y Compañía, SC. Miklas era un técnico cervecero originario de Pilsen, Bohemia, y Musolas era un empresario que se dedicaba a la comercialización de alcoholes y licores como mistela y vino moscatel, que producía en su fábrica de Pueblo Nuevo.
Musolas adquirió unos terrenos rurales, todavía no urbanizados por el Ensanche de Barcelona, en el antiguo municipio de San Martín de Provensals, donde se construyó la fábrica cervecera. Las instalaciones se inauguraron en 1905. Producían una cerveza tipo pilsen, comercializada con la marca «La Bohemia».

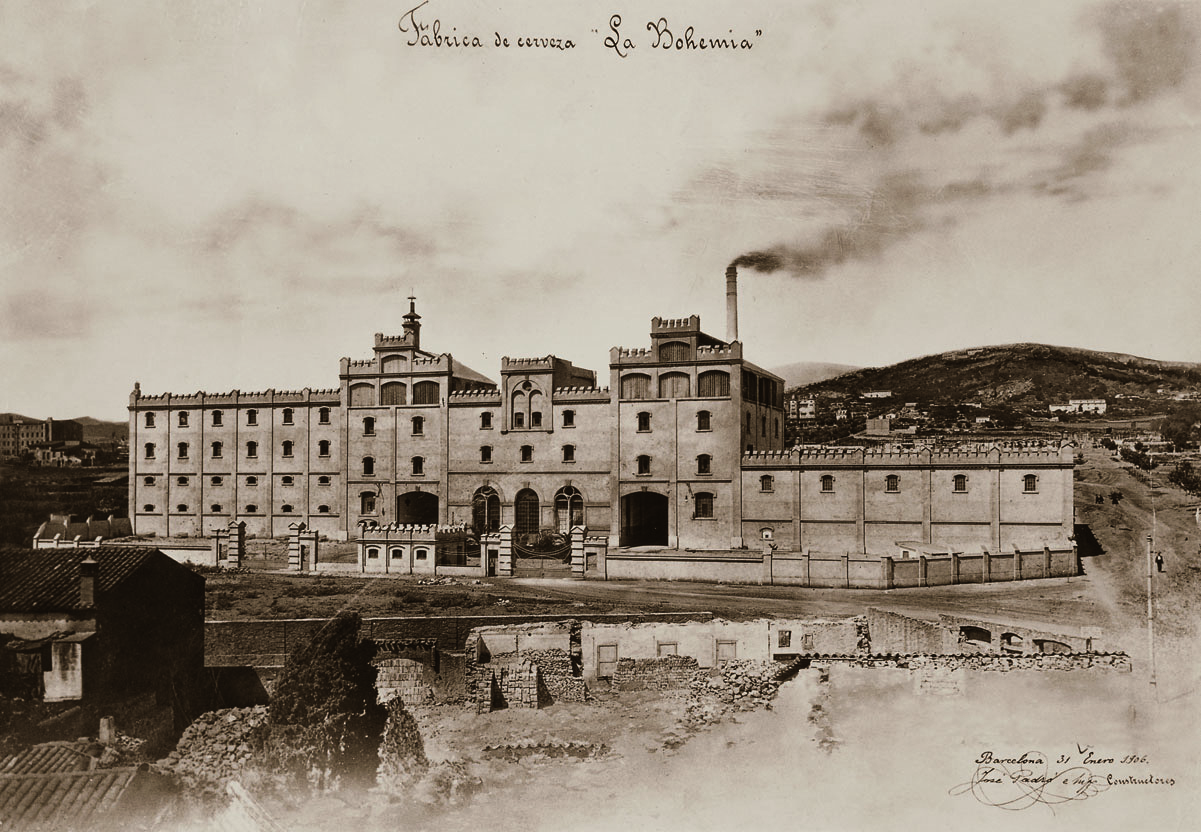
La fábrica en 1906, poco después de su inauguración, cuando era conocida como La Bohemia.

En 1910 Musolas y Cía. se unió con otros dos grandes cerveceros barceloneses, Hijos de J. Damm SCR y E. Cammany y Cía, constituyendo la Sociedad Anónima Damm, dedicada a la fabricación de cerveza y, en menor medida, a la producción de malta y hielo. El domicilio y las oficinas de la nueva sociedad se fijaron en La Bohemia, que se convirtió en la fábrica principal. Las instalaciones que Hijos de J. Damm tenían en la calle Urgel, 67, quedaron como fábrica de refuerzo, y la antigua fábrica de Cammany, en la calle Viladomat, 43, se destinó a cámaras frigoríficas.
En 1913 se instalaron los primeros motores eléctricos para reemplazar las calderas de vapor, un proceso que no se completó hasta finales de los años 1920. En 1921 la fábrica producía 600 000 litros diarios de cerveza, que se distribuían con carros y ocho camiones. Contaba con tres calderas de cocción, con capacidad para 300 hectolitros. En esta época la fábrica empleaba cerca de 300 obreros, entre ellos varios niños, que trabajaban en la planta embotelladora ubicada en el mismo recinto. El anarcosindicalista Buenaventura Durruti fue uno de los empleados que trabajaron en La Bohemia, antes de la Guerra Civil. Durante la contienda la fábrica fue colectivizada y sirvió como refugio ciudadano.

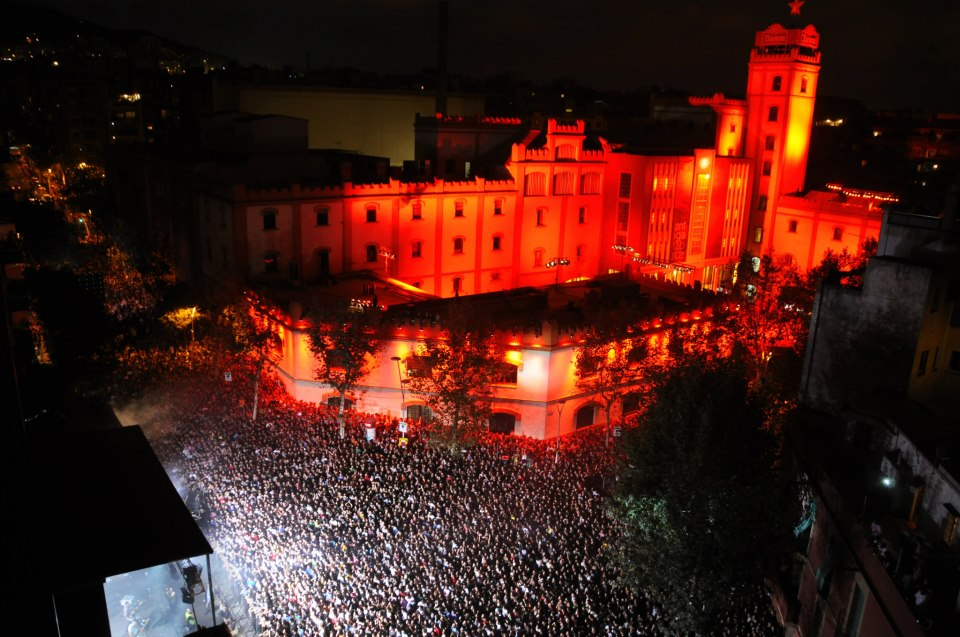
Concierto en la antigua fábrica Damm durante las Fiestas de la Merced 2012.

Superada la postguerra, entre los años 1950 y 1960 se llevaron a cabo obras de ampliación de las instalaciones. Se compraron también parcelas contiguas, como la de Rosellón-Dos de Mayo-Provenza-Cartagena (frente a la entrada principal) donde se construyó una nueva planta embotelladora. No obstante, debido a la urbanización del Ensanche como barrio residencial, las posibilidades de crecimiento de la fábrica quedaron limitadas, por lo que en 1972 Damm adquirió unas nuevas instalaciones, en Santa Coloma de Gramanet. Cuatro años después la producción de esta planta ya superaba la de Rosellón. En 1985 se adquirió una tercera fábrica, en El Prat de Llobregat.
Finalmente, en 1992 Damm decidió trasladar toda la producción fuera de Barcelona, a las plantas de Santa Coloma de Gramanet y El Prat de Llobregat, quedando la antigua fábrica como sede de las oficinas corporativas. Las parcelas adquiridas alrededor fueron vendidas para la construcción de viviendas.
En 2006, coincidiendo con el 130 aniversario de la empresa, se inauguró en la antigua fábrica un espacio de museo sobre la historia de la marca. En 2010 se rehabilitaron 1.100 m² de las antiguas instalaciones, recuperados como salas para eventos corporativos y otros actos sociales y culturales, entre los que destacan los conciertos del festival BAM (Barcelona Acció Musical), celebrado anualmente coincidiendo con las Fiestas de la Merced.

## Características arquitectónicas

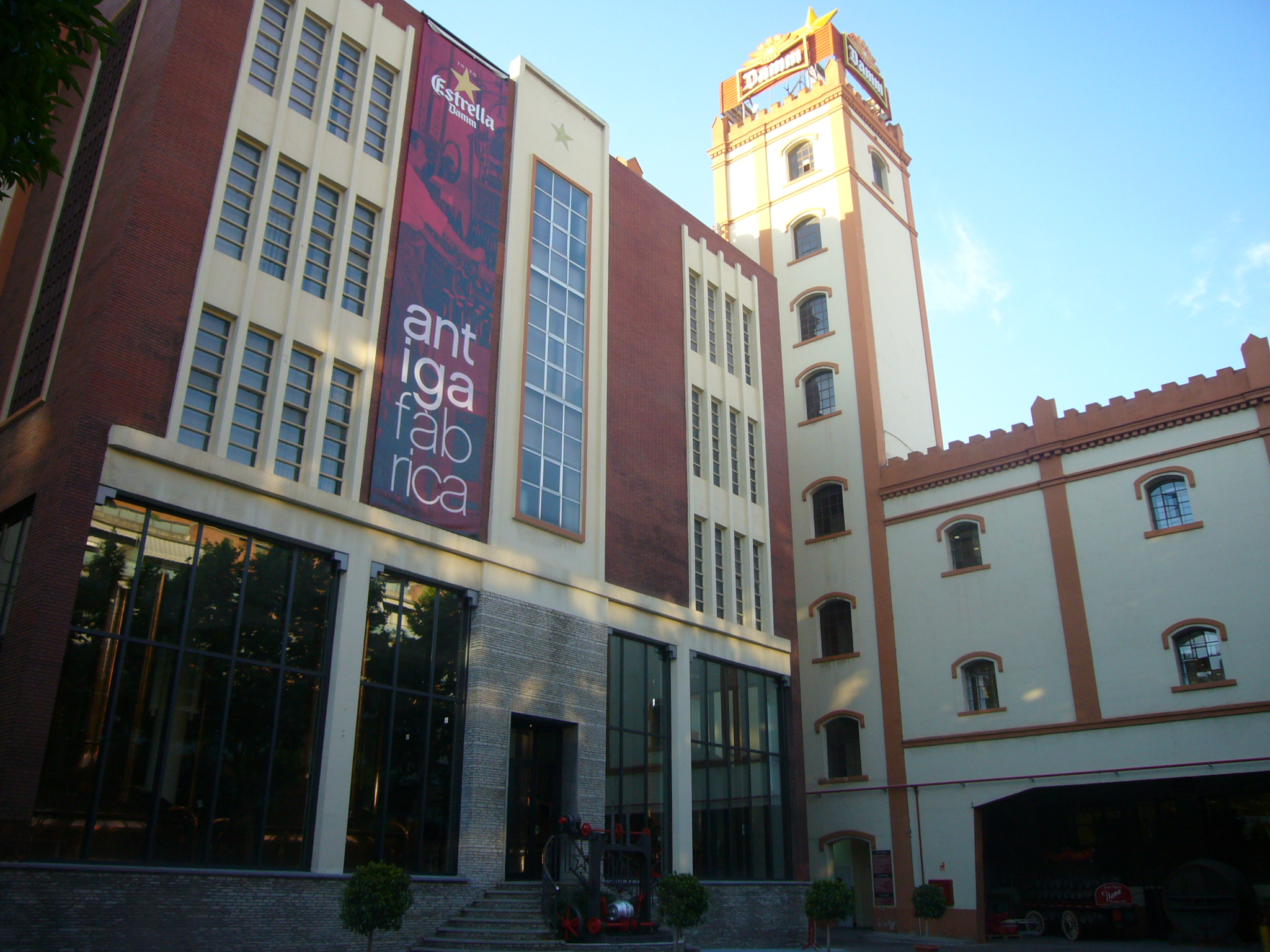
Entrada principal, en la calle Rosellón.

El conjunto industrial, que ocupa una manzana, está formado por distintos volúmenes. Destaca la forma acastillada de las fachadas, con tratamiento de estucado en los paramentos planos y de ladrillo caravista en los marcos de ventana, característicos de la arquitectura industrial de principios del siglo XX. Destaca también la chimenea de planta troncocónica sobre una base de planta cuadrada. En el interior se conserva gran parte de las antigua maquinaria, como las calderas de bronce originales de la sala brasaje.
En 2012 se instaló una nueva verja en el acceso al patio principal del recinto, diseñada por Javier Mariscal en acero corten.